# يوشيوكي يوشيدا
يوشيوكي يوشيدا (باليابانية: 吉田善行؛ بالكانا: よしだ よしゆき) هو فنان قتال مختلط ياباني، ولد في 10 مايو 1974 في طوكيو في اليابان.

## وصلات خارجية
- يوشيوكي يوشيدا على موقع يو إف سي (الإنجليزية)
- يوشيوكي يوشيدا على موقع بيلاتور (الإنجليزية)
- يوشيوكي يوشيدا على موقع شيردوغ (الإنجليزية)
- يوشيوكي يوشيدا على موقع IMDb (الإنجليزية)